# ماريك بولاك
ماريك بولاك (بالبولندية: Marek  Polak)‏ هو سياسي بولندي، ولد في 19 نوفمبر 1963 في بولندا. حزبياً، نشط في حزب العدالة والقانون البولندي. وقد انتخب عضو سيم ‏.